# Wolfsangel

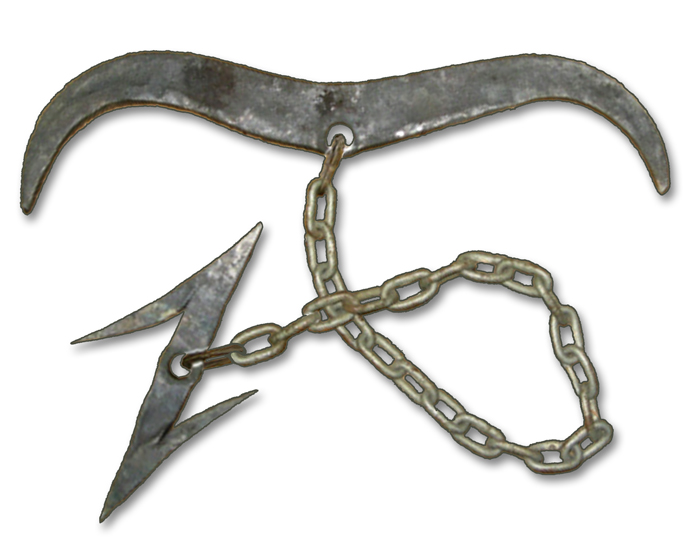
Reconstrucció d'un Wolfsangel

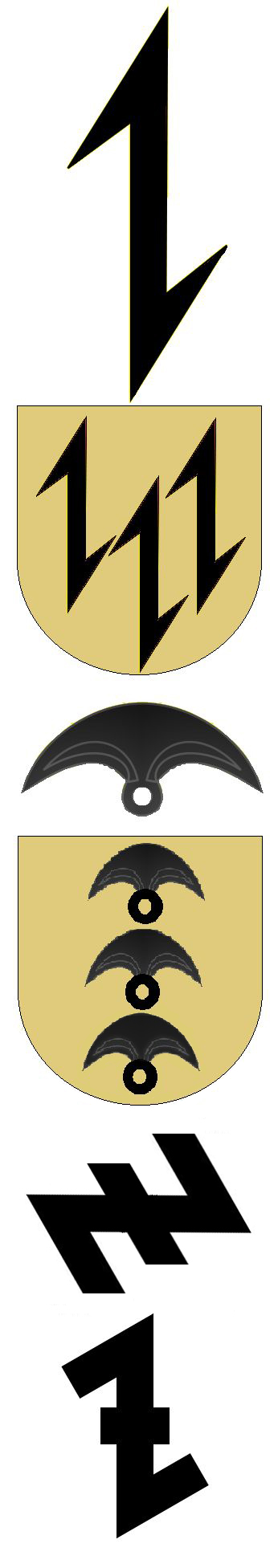
Diferents models de Wolfsangels.

El Wolfsangel (pronunciació alemanya: [ˈvɔlfsˌʔaŋəl]) és una càrrega heràldica alemanya inspirada en un històric parany de llops, que consistia en dues peces de metall i una cadena de connexió. La part superior del parany, que s'assembla a una mitja lluna amb un anell interior, solia ser subjectat entre les branques d'un arbre mentre que la part inferior, on s'hi penjaven trossos de carn com a esquer, era un ganxo de punta aguda destinat a ser ingerit pel llop.
També és conegut amb els noms de Wolfsanker («àncora per a llop»), Wolfsjagd, Doppelhaken («doble-ganxo») o com a hameçon o hameçon de loup en francès. Tots aquests símbols es troben encara en escuts d'armes municipals a Alemanya. El garfi també es troba com a marca de pedrer en construccions medievals i el símbol en si mateix té una semblança visual a l'Eihwaz rúnic, històricament part de l'alfabet rúnic.

## En heràldica
En la moderna terminologia heràldica alemanya, el nom Wolfsangel és de fet utilitzat per a una varietat de càrregues heràldiques en escuts d'armes municipals, que inclouen:
- El ganxo o hameçon descrit anteriorment, una forma de mitja lluna amb un anell (també anomenat Wolfsanker o Wolfshaken).
- El doble garfi, una forma de Z, també anomenat Mauerhaken o Doppelhaken
- El doble garfi, una forma de Z, amb un travesser o una anella al centre. És només aquest símbol el que es coneix amb el nom de Wolfsangel en el context del neonazisme i l'ocultisme.

## Com a marcador de límit

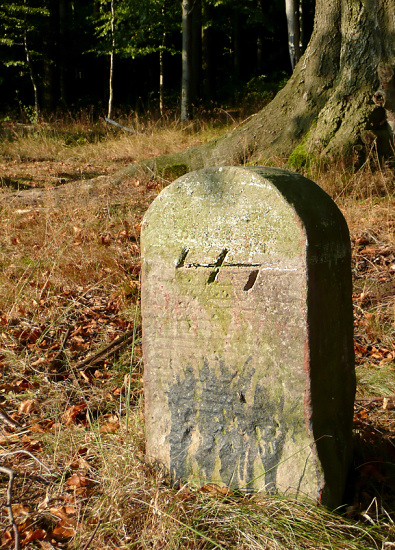
Wolfsangel en una pedra de límits en el Deister, Baixa Saxònia.

El Wolfsangel se segueix utilitzant en diversos districtes forestals de la Baixa Saxònia com a marcador de límits.

## En literatura

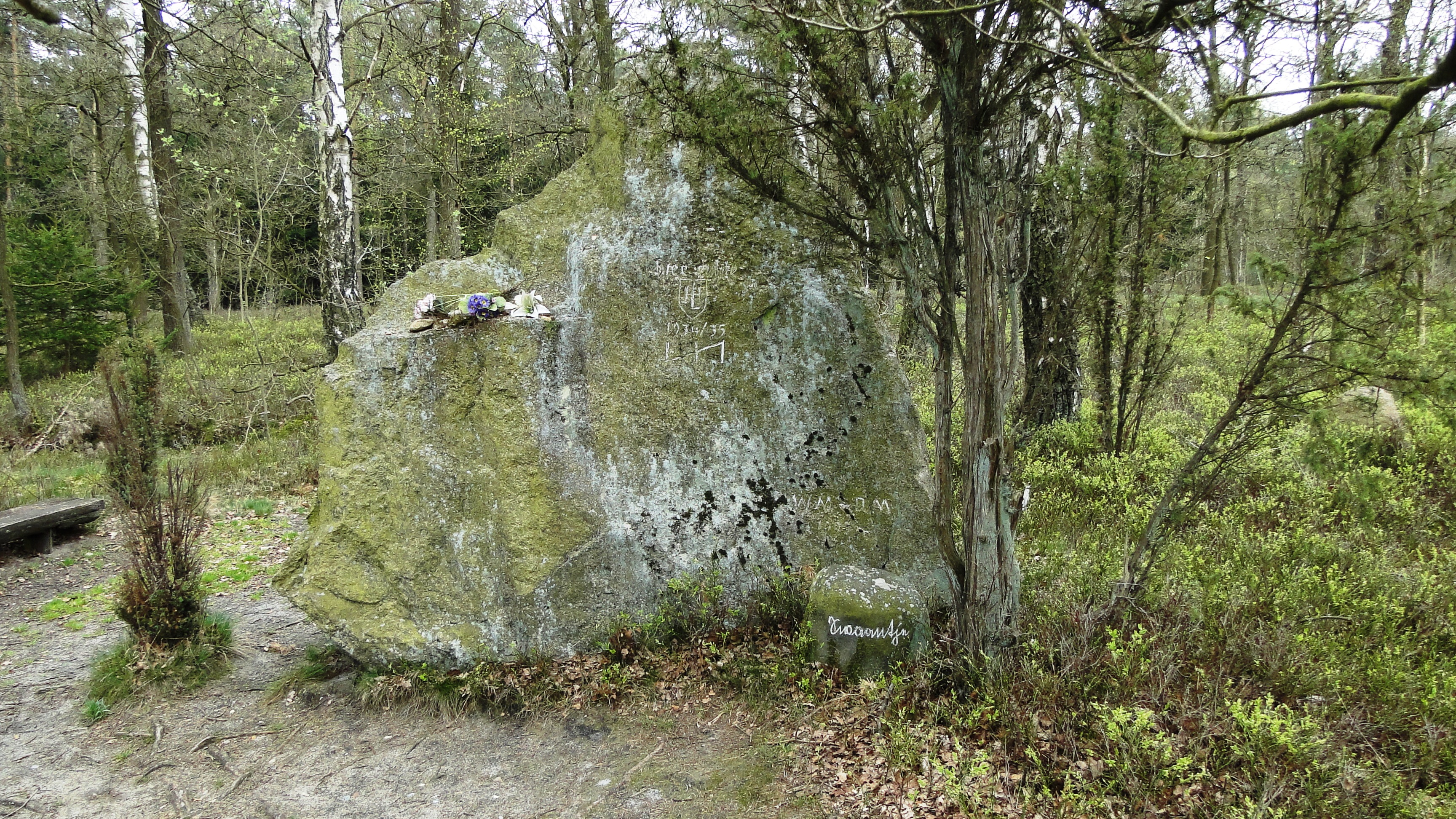
Monument que marca el lloc on les suposades restes de Hermann Löns van ser enterrades a la fi de 1934, prop de Barrl.

A l'Alemanya d'entre guerres, el Wolfsangel va gaudir d'una gran popularitat per la publicació el 1910 del llibre de ficció Der Wehrwolf de Hermann Löns (més tard publicat amb el títol Harm Wulf i traduït a l'anglès com a The Warwolf), situat en una comunitat agrícola alemanya del segle xvii durant la Guerra dels Trenta Anys. El personatge principal del llibre, Harm Wulf, adopta el Wolfsangel com a insígnia contra les forces d'ocupació dels prínceps governants. Algunes edicions d'aquest llibre, com l'edició de 1940, exhibeixen un Wolfsangel molt visible a la portada del llibre. Al lloc on descansen les seves restes es pot veure el símbol del Wolfsangel.

## Com a simbologia nazi
El Wolfsangel fou un símbol utilitzat en l'inici del Partit Nacional Socialista dels Treballadors Alemanys. I durant la Segona Guerra Mundial el símbol i els seus elements van ser utilitzats per diverses divisions d'assalt nazis com:
- La 2a Divisió SS Das Reich
- La 4a Divisió SS Polizei
- La 34a Divisió de Granaders SS Landstorm Nederland
- La Unitat d'assalt Feldherrnhalle
- L'organització Nationalsozialistische Volkswohlfahrt
- El partit polític Moviment Nacional Socialista dels Països Baixos
- El pla Werwolf (també Wehrwolf o Werewolf) de la resistència contra l'ocupació aliada tenia la intenció d'utilitzar aquest símbol.[7] Aquest pla ideat el 1944 preveia la creació d'una força irregular que ajudaria la Wehrmacht en la defensa d'Alemanya a través d'una guerra de guerrilles.

## Després de la 2a Guerra mundial
Després de la 2a Guerra mundial, el Wolfsangel ha estat utilitzat per diferents organitzacions neonazis. A Alemanya està prohibida l'exposició pública del símbol si hi ha una connexió evident amb algun d'aquests grups.
L'organització supremacista blanca estatunidenca Nació Ària utilitza el símbol del Wolfsangel horitzontal en blanc amb una espasa que reemplaça la barra transversal en el seu logotip.
A Ucraïna va ser utilitzat pel Partit Nacionalsocialista d'Ucraïna fins al 2004, per les organitzacions neonazis Assemblea Social Nacional i Patriotes d'Ucraïna. També està present en l'escut del batalló Azov, una unitat militar d'infanteria de voluntaris d'extrema dreta que forma part de la reserva militar de la Guàrdia Nacional d'Ucraïna, sobreposat a un sol negre i els colors de la bandera d'Ucraïna de fons.
A Catalunya, un grup neonazi supremacista i xenòfob, Front Nacional Identitari - Recuperem Espanya, un grupuscle del partit Democracia Nacional, es va manifestar el 6 de desembre de 2018 a Barcelona amb aquest símbol.